# MBCGame
MBC Game (MBC게임, 엠비씨게임) — южнокорейская телекомпания, которая транслировала матчи и информацию о видеоиграх.
Вещание телеканала было прекращено 31 января 2012 года.

## Содержание
MBC Game одна из двух южнокорейских телекомпаний (помимо OnGameNet), которая специализировалась на трансляции матчей и информации о видеоиграх, таких как FIFA Series, Counter-Strike, Winning Eleven, Age of Empires III, Dead or Alive, Warcraft III. Одной из основных игр являлась StarCraft. Компания была подразделением корпорации MBC (Munhwa Broadcasting Corporation) («Munhwa» — в переводе с корейского означает «культура»), которая состоит из нескольких каналов и множества сервисов.

## StarCraft
Канал проводил индивидуальную лигу MBCGame StarLeague (MSL). MSL считался второй по престижности старкрафт-лигой, ей предшествовал квалификационный турнир MBCGame Survivor League, перед которым, в свою очередь, проходили отборочные игры MBC Survivor Offline Qualifiers.

## Конкурент
- OnGameNet